# Kreis Lübz

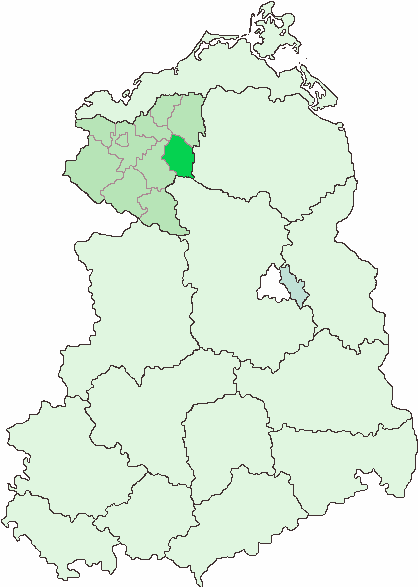
Lage des Kreises Lübz
im Bezirk Schwerin

Der Kreis Lübz war ein Kreis des Bezirks Schwerin in der DDR. Ab dem 17. Mai 1990 bestand er als Landkreis Lübz fort. Sein Gebiet gehört heute zum Landkreis Ludwigslust-Parchim in Mecklenburg-Vorpommern. Der Sitz der Kreisverwaltung befand sich in Lübz.

## Lage
Das Gebiet des ehemaligen Kreises ist seenreich. Der Plauer See war der drittgrößte See der DDR, nennenswert sind außerdem der Goldberger See, der Dobbertiner See und der Damerower See. Die Nordsee-Ostsee-Wasserscheide verläuft zwischen Lübz und Goldberg. Während der Plauer See und die ihn durchfließende Müritz-Elde-Wasserstraße (MEW) über die Elbe in die Nordsee entwässern, mündet die nur wenige Kilometer nördlich der MEW entspringende Mildenitz in die Warnow und führt das Wasser somit in die Ostsee ab. Erhebungen im ehemaligen Kreis Lübz sind beispielsweise der Buchberg mit 118 m ü. NN südlich von Gnevsdorf, der Kläterberg (83 m) und der Haideberg (81 m) östlich von Klein Wangelin, der Siebeneichenberg (83 m) nordöstlich von Penzlin und der Weizenberg (82 m) zwischen Plau und Plauerhagen. Der 91 Meter hohe Klüschenberg in Plau wurde im 16. Jahrhundert zum Weinanbau genutzt. Der Norden des Kreises, der sich innerhalb der Schwinzer Heide befand, war durch seinen Waldreichtum geprägt. Im restlichen Kreisgebiet überwogen die landwirtschaftlich genutzten Flächen. Rund um Lübz befindet sich die Landschaft Ture. Der Name leitet sich vom slawischen Tur ab, was so viel wie Auerochse bedeutet. Seit 1991 existierte ein gleichnamiges Amt.

### Fläche und Einwohner
Die Fläche des Kreises betrug 700 km². Das entsprach 8,1 % der Fläche des Bezirks Schwerin. Die Anzahl der Einwohner betrug im Jahr 1985 etwa 34.000. Das waren 5,7 % der Einwohner des Bezirks. Die Bevölkerungsdichte belief sich auf 49 Einwohner je km².

### Nachbarkreise
Der Kreis Lübz grenzte im Norden an den Kreis Güstrow, im Nordwesten an den Kreis Sternberg und im Westen an den Kreis Parchim. Nachbarkreise im Bezirk Neubrandenburg waren die Kreise Waren im Osten und Röbel/Müritz im Südosten. Außerdem grenzte der Kreis Lübz an die dem ehemaligen Bezirk Potsdam angehörigen Kreise Wittstock im Südosten und Pritzwalk im Süden.

## Geschichte
Der mecklenburgische Kreis entstand am 25. Juli 1952 aus der Osthälfte des alten Landkreises Parchim und gehörte dem neu gebildeten Bezirk Schwerin an. Die Westhälfte bildete den Kreis Parchim. Am 17. Mai 1990 wurde aus dem Kreis der Landkreis Lübz. Er kam am 3. Oktober 1990 in das neu gegründete Land Mecklenburg-Vorpommern innerhalb des Beitrittsgebiets zur Bundesrepublik Deutschland. Am 12. Juni 1994 wurde der Landkreis Lübz aufgelöst. Mit dem Landkreis Parchim und Teilen des Kreises Sternberg und des Kreises Schwerin-Land kam er zum neuen Landkreis Parchim.

## Wirtschaft und Infrastruktur
Die Landwirtschaft fand im Kreis Lübz Böden mittlerer Güte vor. Angebaut wurden vor allem Zuckerrüben, Kartoffeln und Roggen. Der Norden wurde forstwirtschaftlich genutzt. In Plau-Appelburg befand sich die größte Pelztierfarm der DDR. In Lübz waren eine Zuckerfabrik und eine Molkerei ansässig, die seit 1877 bestehende Mecklenburgische Brauerei Lübz und das Mineralwollewerk produzieren bis heute. In Goldberg gab es eine Kleiderfabrik, in Plau ein Werk für Elektronikbauteile, Möbelindustrie und eine Käserei. Bereits damals war insbesondere an den Seen die Tourismuswirtschaft stark vertreten.
Durch den Kreis Lübz führten die Fernverkehrsstraßen 103 in Nord-Süd-Richtung, 191 und 192, jeweils in West-Ost-Richtung. Südlich des Kreises verlief die Autobahn Hamburg-Berlin, östlich die Autobahn Rostock-Berlin. Vom bedeutenden Umsteigebahnhof in Karow führten Bahnlinien nach Parchim, Güstrow, Sternberg, Waren und Meyenburg.

## Städte und Gemeinden

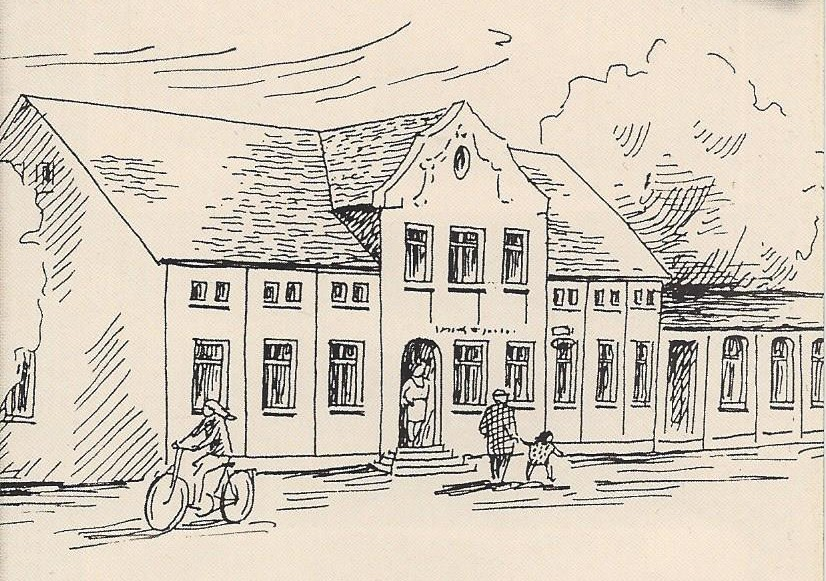
Ottoquelle in Wahlstorf

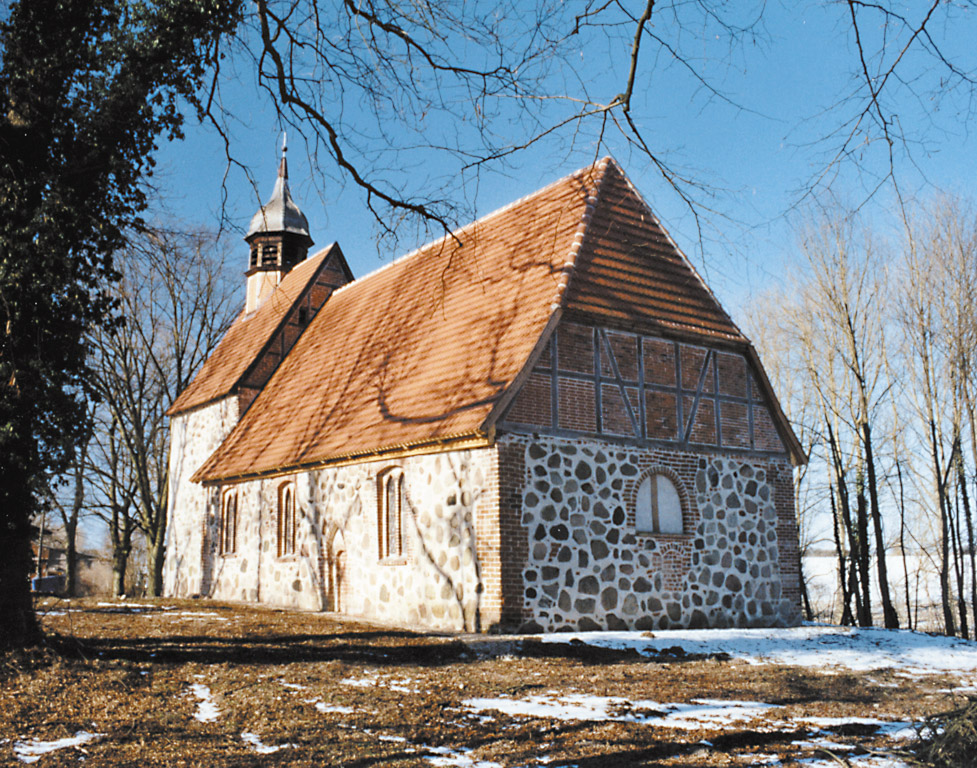
Dorfkirche in Groß Poserin

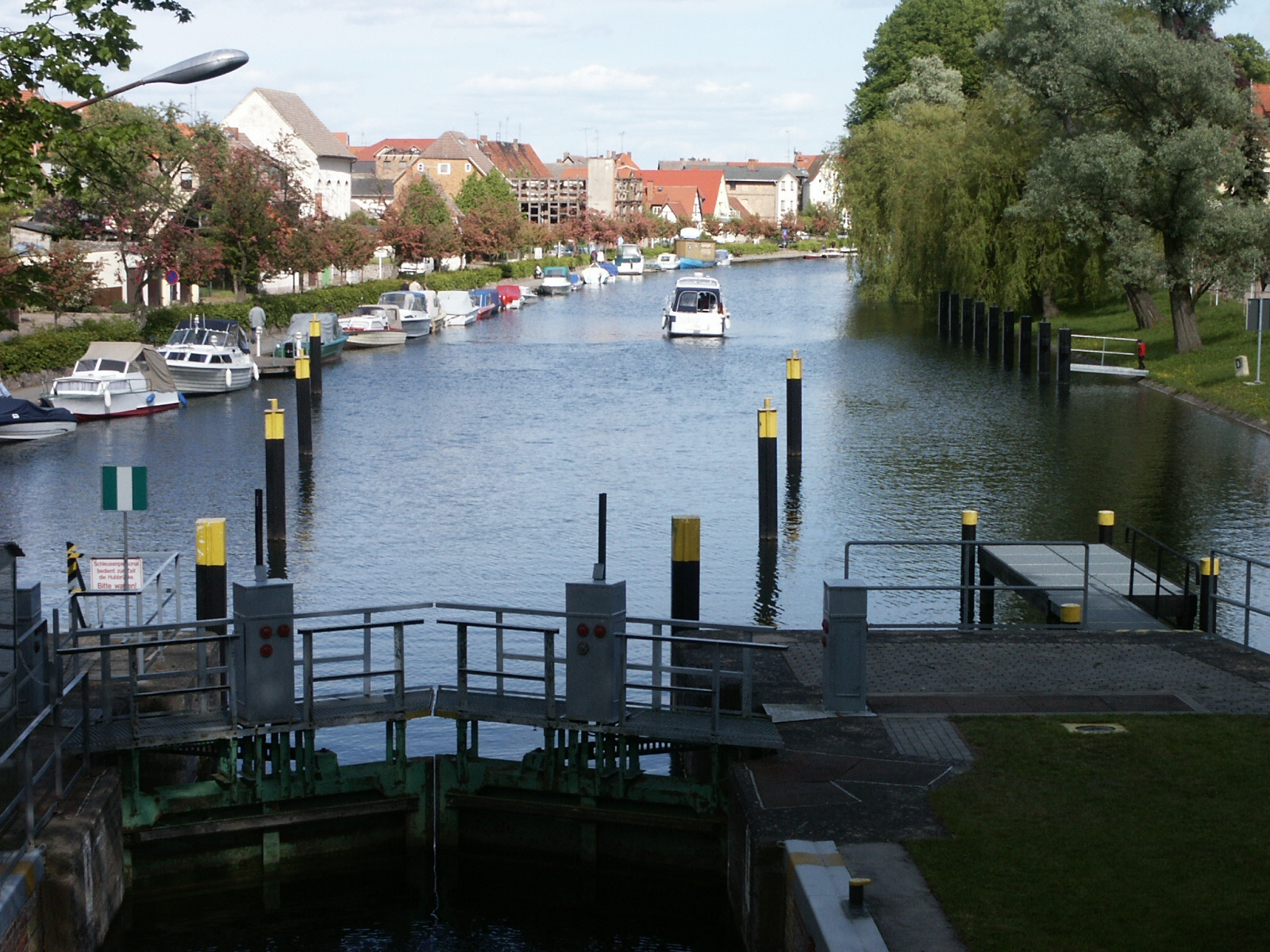
Elde-Schleuse in Plau

Der Landkreis Lübz hatte am 3. Oktober 1990 28 Gemeinden, davon drei Städte:
- Barkow
- Broock
- Diestelow
- Dobbertin
- Gallin
- Ganzlin
- Gischow
- Gnevsdorf
- Goldberg, Stadt
- Granzin
- Karbow-Vietlübbe
- Karow
- Kreien
- Kritzow
- Kuppentin
- Langenhagen
- Lübz, Stadt
- Lutheran
- Neu Poserin
- Passow
- Plau, Stadt[3]
- Plauerhagen
- Retzow
- Techentin
- Wahlstorf
- Wendisch Priborn
- Wendisch Waren
- Werder

Ehemalige Gemeinden
- Augzin, am 1. Juli 1974 zu Techentin
- Bobzin, am 1. Januar 1978 zu Lübz
- Burow, am 1. Januar 1978 zu Gischow
- Greven, am 1. Januar 1957 zu Lutheran
- Karbow, am 1. Januar 1968 zu Karbow-Vietlübbe
- Klebe, am 1. Januar 1973 zu Plau
- Klein Wangelin, am 1. Januar 1970 zu Neu Poserin
- Leisten, am 11. Oktober 1965 zu Karow
- Vietlübbe, am 1. Januar 1968 zu Karbow-Vietlübbe
- Woosten, am 1. Juli 1965 zu Wendisch Waren
- Zarchlin, am 1. Juli 1967 zu Plauerhagen

## Kfz-Kennzeichen
Den Kraftfahrzeugen (mit Ausnahme der Motorräder) und Anhängern wurden von etwa 1974 bis Ende 1990 dreibuchstabige Unterscheidungszeichen, die mit den Buchstabenpaaren BI und BJ begannen, zugewiesen. Die letzte für Motorräder genutzte Kennzeichenserie war BS 78-36 bis BS 99-99.
Anfang 1991 erhielt der Landkreis das Unterscheidungszeichen LBZ. Es wurde bis zum 11. Juni 1994 ausgegeben. Seit dem 1. August 2013 ist es durch die Kennzeichenliberalisierung im Landkreis Ludwigslust-Parchim gültig.